# Julius Carlebach (Kunsthändler)
Julius Carlebach (jüd. Beiname: Joseph; hebräischer Familienname: Hirsch Zwi) (28. Juli 1909 in Lübeck – 13. Oktober 1964 in New York City) war ein deutsch-jüdischer Kunsthändler mit Sitz in Berlin, der 1937 in die USA emigrierte und mit der Gründung der Carlebach Gallery in New York zu einem der bedeutendsten New Yorker Galeristen der 1940er und 1950er Jahre aufstieg.

## Leben

### Herkunft und Familie
Julius Carlebach war ein Sohn des Lübecker Bankiers Alexander Carlebach (1872–1926) und dessen aus Moskau stammenden Frau Sonja, geb. Persitz (1887 Moskau – 1955 Los Angeles). Die Carlebachs waren eine große und bekannte neo-orthodoxe Rabbinerfamilie. Rabbiner Salomon Carlebach und Esther Carlebach waren seine Großeltern väterlicherseits; fünf seiner Onkel, darunter Emanuel Carlebach, Ephraim Carlebach und Joseph Carlebach wurden ebenfalls Rabbiner, ebenso mehrere seiner Cousins, darunter Felix F. Carlebach, Julius Carlebach sowie die Zwillinge Eli Chaim Carlebach und Shlomo Carlebach. Ezriel Carlebach und Chaim Cohn waren ebenfalls Cousins.

### Lübeck, Berlin, Hamburg und Wien
Als Jugendlicher erwarb er durch Besuche in der Lübecker Völkerkundesammlung im Museum am Dom ein Interesse an völkerkundlichen Objekten. Er studierte Kunstgeschichte und Völkerkunde an den Universitäten Berlin, Wien und Hamburg. Schon neben dem Studium und zu dessen Finanzierung handelte er mit Ethnografica und Judaica. 1931/1932 baute er eine jüdische Abteilung im Lübecker Völkerkundemuseum auf. Diese Sammlung von über 100 Exponaten wurde, abgesehen von wenigen Bestandsobjekte aus der Sammlung des Museums, die bis auf die Sammlung des Bürgermeisters Lindenberg zurückzuführen sind, von ihm selbst beschafft. Die neue Abteilung sollte mit ihrer Mischung aus volks- und völkerkundlichen Aspekten einen Überblick über jüdische Religionsausübung und Bräuche im Haus und in der Synagoge bieten. Sein Ziel war, alle jüdischen Bräuche im Museum zu erklären, um dem Antisemitismus zu begegnen und in seiner Heimatstadt Verständnis von jüdischer Kultur zu wecken. Die Sammlung, die als Dauerausstellung konzipiert war und die der Lübecker Rabbiner David Alexander Winter am 8. Mai 1932 mit einem Vortrag eröffnete, wurde in Lübeck von Presse und Öffentlichkeit zunächst wenig beachtet. Sie kam bald ins Museumsdepot und überlebte so die Zeit des Nationalsozialismus und den Luftangriff auf Lübeck 1942, bei dem das Museum zerstört wurde.
1933 zog Julius Carlebach von Hamburg nach Berlin und begründete dort eine Galerie. Er heiratete 1936 Josepha, geb. Silberstein (1901 Berlin – 2000 Huntington (New York)).

### New York
1937 gelang ihm die Emigration in die Vereinigten Staaten. Zwei Gemälde aus seinem Bestand wurden im April 1937 in einer Auktion in Rudolph Lepke’s Kunst-Auctions-Haus versteigert.
Carlebach ließ sich in New York City nieder und eröffnete 1939 in der Third Avenue ein Geschäft für Antiquitäten und Stammeskunst. Er war besonders bekannt für seine Objekte der pazifischen First Nations, die er in Zusammenarbeit mit George Gustav Heye vermarktete, dessen große Sammlung später den Kernbestand des National Museum of the American Indian begründete. Heye hatte 1929 von der Universität Hamburg den Ehrendoktor erhalten.
Viele Künstler des Surrealismus, die in New York eine neue Heimat gefunden hatten wie Max Ernst, André Breton und Robert Lebel, erwarben bei ihm Masken und andere Kunstgegenstände. Für Claude Lévi-Strauss war Carlebachs Laden vergleichbar mit der Schatzkammer in der Höhle Ali Babas (caverne d'Ali Baba), und Peggy Guggenheim berichtet, wie Carlebach Max Ernst auf Kredit zu dessen Sammlung verhalf, aus der sie Einzelstücke 1942 in ihrer Ausstellung Art of This Century zeigte. Von den frühen 1940er Jahren bis Anfang der 1960er Jahre war Carlebach der einflussreichste New Yorker Galerist auf dem Gebiet indianischer Kunst und ethnographischer Objekte aus aller Welt.

„I happened to visit the Carlebach Gallery in New York and found it full of beautifully carved objects, which were strong, expressive, and aesthetically satisfying. It was as though a whole new world of art had opened to me, and I became convinced that art from the Melanesian islands was of the highest quality and should be ranked with that of the other great art producing areas of the world.“

Daneben handelte Carlebach mit fränkischen Fibeln, antiken Schach-Sets und förderte junge Künstler durch Ausstellungen. Vom 30. April bis 12. Mai 1951 hatte Roy Lichtenstein seine erste Einzelausstellung in der Carlebach Gallery in der 937 Third Avenue. Gezeigt wurde das Frühwerk des Künstlers: Lithografien und Radierungen, sowie Fundstücke und Objekte aus Holz und Metall, daneben halbabstrakte Gemälde in mauve, blau und rosa. Die Ausstellung erfuhr beim New Yorker Publikum große Aufmerksamkeit, der Kritiker der Art news Lawrence Cambell sprach den Werken der Ausstellung ein „... completely ingenious way of looking at thinks“ zu. Allerdings war es Carlebachs letzte Ausstellung mit moderner amerikanischer Kunst. Er konzentrierte sich fortan wieder auf sein angestammtes Sammelgebiet sowie indianische Kunst.
1958 zog die Galerie in größere Geschäftsräume in 1040 Madison Avenue an der Ecke zur 79. Straße.
Carlebach starb im Alter von 55 Jahren an einem Herzinfarkt – eine Woche nach dem Diebstahl einer wertvollen Statue des 17. Jahrhunderts aus Benin aus seiner Galerie. Die Trauerfeier fand in der Riverside Memorial Chapel an der Upper West Side statt. Seine Ehefrau und Geschäftspartnerin Josepha Carlebach führte das Unternehmen noch für einige Zeit fort. Sie verstarb im Alter von 99 Jahren am 15. August 2000 in Huntington auf Long Island.

### Nachwirkung

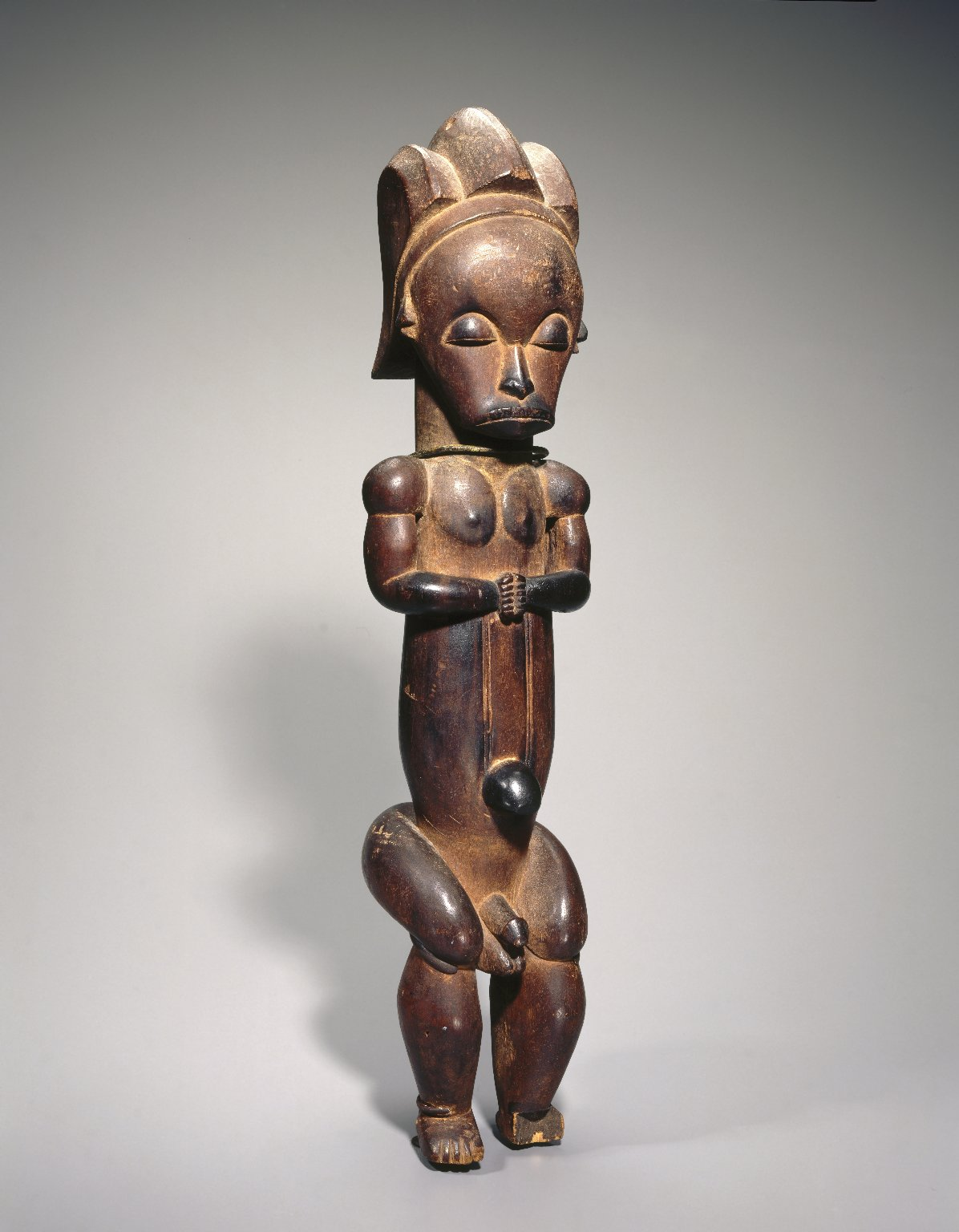
Figur der Fang, 1951 erworben über die Carlebach Gallery vom Brooklyn Museum

Kunstwerke mit Provenienz aus seinem Handel finden sich heute in vielen Sammlungen und Museen weltweit, darunter im Pariser Musée de l’Homme, in der National Gallery of Australia in Canberra aus dem Nachlass Ernst, im Reichsmuseum für Völkerkunde, im Jüdischen Museum der Schweiz und in den USA im Brooklyn Museum und im Metropolitan Museum of Art in New York, Walters Art Museum in Baltimore, Fenimore Art Museum in Cooperstown (New York), Los Angeles County Museum of Art und im Saint Louis Art Museum. Carlebach ermutigte seine Kunden, Objekte Museen, insbesondere solchen an Universitäten, zu stiften. Dazu gehörten das Museum of Art and Archaeology der University of Missouri in Columbia (Missouri), das Museum der University of Pennsylvania, dem er ein Geschenk von Helena Rubinstein vermittelte sowie die University of Delaware.

## Kataloge und Ausstellungen

### Carlebach Gallery (unvollständig)
- The First Communication, Julius Carlebach Gallery, 1947
- [Peter] Busa : March 22 thru April 10., Carlebach Gallery, 1948
- Carl Podszus, Carlebach Gallery, 1948
- Charles Seliger : recent paintings and drawings : April 26th to May 6th, Carlebach Gallery, 1948
- Popular Artists of Haiti: Haitian Art Center of New York : October 9th-23rd, at Carlebach's Haitian Art Center of New York, Carlebach Gallery, 1948
- Markowitz, Carlebach Gallery, 1949
- Hilde Weingarten, Carlebach Gallery, 1949
- Hazel McKinley, Carlebach Gallery, 1949
- Seong Moy, Carlebach Gallery, 1949
- Meichel Pressman, Carlebach Gallery, 1949
- Sidney Rifkin., Carlebach Gallery, [1949]
- Joachim H. Themal, Carlebach Gallery, 1949
- Angelo di Benedetto., Carlebach Gallery, 1950
- Albert Freudenberg, Carlebach Gallery, 1950
- Thomas Hughes Ingle, Carlebach Gallery, 1950
- Lee Porzio, Carlebach Gallery, 1950
- Warner Prins, Carlebach Gallery, 1950
- Schames, a Monument to Hitler's Infamy: Feb. 28-Mar. 18, Carlebach Gallery, 1950
- Streeter Blair: California Primitive, Oct. 23-Nov. 11, Carlebach Gallery, 1950
- Lichtenstein, Carlebach Gallery, 1951

- The Carlebach Gallery of New York Presents an Exhibition of Rare and Beautiful Chess Sets: In Conjunction with the First Canadian „open“ Chess Championship Tournament, Montreal 1956 at the Montreal Museum of Fine Arts ...., Montreal Museum of Fine Arts, Montreal 1956

### Abwicklungskataloge dritter Häuser (unvollständig)
- Rudolph Lepke: Gemälde alter und neuerer Meister: Antiquitäten und Kunstgewerbe; 9. und 10. April 1937, Berlin 1937 (Digitalisat)
- Parke-Bernet: Pre-Columbian and North-American Indian Art - Property of the Carlebach Gallery - Public Auction Saturday May 17 1969, Paperback, New York 1969

## Schriften
- Museum “Co-Ops” in: Curator: The Museum Journal. Volume 1, Issue 3, Summer 1958, S. 67–69 (Digitalisat)
- Ein jüdisches Museum in Berlin. In: Die Weltkunst, Jg. VII, Nr. 7 (12.02.1933), S. 3.
- Manuskript: Eine Beschneidungsbank von 1804 im Altonaer Museum, 1932, S. 1–2, in: Altonaer Museum, 21.7.10., unpaginiert.